# Аян-Узень
Ая́н-Узе́нь (укр. Аян-Узень, крымскотат. Ayan Özen, Аян Озен) — небольшая горная река на Южном берегу Крыма, в Алуштинском регионе Крыма. Исток реки — родник Верхний, расположенный на южном склоне Бабуган-яйлы, на высоте 1100 м. Длина Аян-Узеня 7,8 км, площадь водосборного бассейна — 20,8 км². Долина в верховьях узкая, кое-где — ущелье с отвесными склонами, сложенная сланцами и песчаниками. Ширина русла, по мере приближения к устью, увеличивается и на высоте 185 метров над уровнем моря составляет около 6 саженей (13 метров), на высоте 87 саженей — уже 9 (19 м), а на отметке 49,5 сажени (105 м) достигает 32 метров и русло уже покрыто галькой. У Аян-Узеня согласно справочнику «Поверхностные водные объекты Крыма», 7 безымянных притоков, длиной менее 5 километров. В других источниках встречаются названия некоторых: на картах — левые Ай-Иори и Шарханлык-Узень, у Н. В. Рухлова, также левые — Орта-Майли, Муртаза-Майли и Шарха.
Впадает в Чёрное море, устье находится в центре пгт Партенит, через который река протекает в бетонированном русле. Питание реки — карстовое, из родников южного склона Главной гряды Крымских гор, что объясняет малые годовые колебания уровня, на специализированных сайтах приводится список «именных» источников, начиная от устья: Кузьмич, Надежда, Звезда, Малыш, Москва, Ирен, Нептун и Иртыш. При этом река селеопасна: последние случаи зафиксированы в 1968 и 1983 годах.

## Топонимия
Кроме основного, встречаются варианты гидронима: Ай-Ян-Дере, Аян, Аян-Дере, просто Узень и Партенит-Узень. В «Списке населённых мест Таврической губернии по сведениям 1864 г.» река в Партените названа Биюк-Узень, а в Дегерменкое, где сливаются все притоки, перечислены речки Хаба, Узень, Венети и Дегерменклери-Узень. Существует две версии происхождения современного названия: от имени Святителя Иоанна Готского — уроженца Партенита (Ай-Ян — тюркское произношение имени святой Иоанн) и как перевод с крымскотатарского словосочетания явный поток.
С давних времён на реке действовали водяные мельницы, что послужило причиной названия деревни — греческое Милохория, или татарское Дегерменкой, что в обоих случаях переводится, как «деревня с мельницей». При советской власти, ещё в довоенное время, на реке была построена мини-ГЭС, мощностью 35 квт (в 1973 году ещё действовала).